# 魔髮精靈
《魔髮精靈》（英語：Trolls）是一部於2016年上映的美國3D電腦動畫音樂奇幻喜劇片，為麥克·米契爾與華特·道恩執導，安娜·姬妲妮、賈斯汀·提姆布萊克、柔伊·黛絲香奈、羅素·布蘭德、詹姆斯·柯登以及關·史蒂芬妮主演。由夢工廠製作。在美國和其他國家由二十世紀福斯發行，中国大陆則為中国电影集团公司进口，东方梦工厂、中影股份发行。
該部電影為梦工厂动画公司的第33部動畫電影，《魔髮精靈》於2016年10月8日在倫敦影展（BFI）上進行首映，美國則於11月4日發行。

## 劇情
生性樂觀的波比（安娜·姬妲妮 飾），為了拯救被陰險的柏根族抓走的朋友和庫巴國王，與總是陰沉沉的小布（賈斯汀·提姆布萊克 飾）協力進行拯救任務，前往他們從不知道存在的國度。這趟旅程將考驗著波比，並讓她展現出自己最真實的一面，同時也考驗著她是否能隨時以美妙的嗓音唱出動聽的混搭歌曲。

## 角色
| 配音                                       | 配音           | 配音           | 配音     | 角色                             |
| 美國                                       | 台灣           | 香港           | 中國大陸 | 角色                             |
| ------------------------------------------ | -------------- | -------------- | -------- | -------------------------------- |
| 安娜·姬妲妮 愛麗絲·多亨（嬰兒）            | Erika          | 李幸倪 陳穎琪  | 洪海天   | 波比公主（Princess Poppy）       |
| 賈斯汀·提姆布萊克 連·亨利（幼年）          | 畢書盡         | 林奕匡 吳梓博  | 趙路     | 小布（Branch）                   |
| 柔伊·黛絲香奈                              | 陳佩潔         | 黃紫嫻         | 何佳易   | 壁花（Bridget）                  |
| 克里斯多夫·明茲-普雷斯                     | 鈕凱暘         | 黃尉斯         | 李正翔   | 庫巴國王（King Gristle）         |
| 克莉絲汀·巴倫絲基                          | 姜瑰瑾         | 陳安瑩         | 張惠     | 大廚（Chef）                     |
| 羅素·布蘭德                                | 蔣鐵城         | 鄧智堅         | 金鋒     | 顆顆（Creek）                    |
| 格文·史蒂芬妮                              | 邵芷耘         | 顧詠雪         | 周帥     | DJ舒姬（DJ Suki）                |
| 詹姆斯·柯登                                | 李培淞         | 陳家豪         | 孟祥龍   | 大支（Biggie）                   |
| 傑弗瑞·湯伯爾                              | 孫中台         | 周永光         | 程玉珠   | 波爸王（King Peppy）             |
| 榮恩·方切斯                                | 官靖剛         | 葉振聲         | 樊俊航   | 褲哥（Cooper）                   |
| Icona Pop                                  | 伍慧琳、葉智孝 | 王慧珠、陳芷瑩 |          | 大紅與大紫（Satin and Chenille） |
| 昆瑙·纳亚尔                                | 莊捷安         | 李家傑         | 拜躍     | 白閃閃（Guy Diamond）            |
| 華特·多爾                                  |                |                |          | 丁先生（Mr. Dinkles）            |
| 華特·多爾                                  |                |                |          | 莎米（Smidge）                   |
| 華特·多爾                                  |                |                |          | （Fuzzbert）                     |
| 華特·多爾                                  |                | 趙錦標         |          | 白雲（Cloud Guy）                |
| 華特·多爾                                  |                |                |          | 洞穴精靈（Tunnel Troll）         |
| 華特·多爾                                  |                |                |          | （Wedgie Bergen #2）             |
| 约翰·克里斯                                | 李英立         | 周志輝         | 郭易峰   | 庫巴國王（King Gristle Sr.）     |
| GloZell 蘇珊娜·雷德（英國） 林多玫（澳洲） |                | 黃婉兒         |          | 蘿希奶奶（Grandma Rosiepuff）    |
| 梅格·迪安格里斯 Noodlerella（英國）        |                | 李蔓宜         |          | 摩希（Moxie Dewdrop）            |
| 瑞奇·迪爾森                                |                | 黃尉斯         |          | 賀阿奔（Aspen Heitz）            |
| 坎迪·強森                                  |                | 陳穎琪         |          | 閃蔓蔓（Mandy Sparkledust）      |
| 葵雯贊妮·華莉絲                            |                | 陳穎琪         |          | （Harper）                       |
| 米克·米切爾                                |                | 李家傑         |          | （Darius）                       |
| 米克·米切爾                                |                |                |          | 溫尼手機（Vinny the Phone）      |
| 米克·米切爾                                |                | 文傑聰         |          | （Captain Starfunkl）            |
| 米克·米切爾                                |                |                |          | 蜘蛛（Spider）                   |
| 米克·米切爾                                |                |                |          | （Wedgie Bergen #1）             |
| 米克·米切爾                                |                |                |          | 查德（Chad）                     |
| 米克·米切爾                                |                |                |          | 卡德（Card）                     |
| 格雷斯·赫爾比希                            |                | 張彩虹         |          | 餅乾（Cookie Sugarloaf）         |
| 柯提斯·史東                                |                | 藍仔頭         |          | 托德（Todd）                     |
| 萊斯·達比                                  |                |                |          | 比利（Bibbly）                   |

## 歌曲
- 《Can't Stop the Feeling!（英语：Can't Stop the Feeling!）》

## 發行

### 評價
爛番茄新鮮度76%，基於160條評論，平均分為6.27/10，而在Metacritic上得到56分，獲得普遍好評。據CinemaScore調查，觀眾的平均評價於A+至F間落於「A」。

### 票房
截止至2016年11月4日，電影在北美地區的總收入為1230萬美元，在其他地區收穫6,900萬美元，全球總計8120萬美元，而其預算為1.25億美元。在美國及加拿大，《魔髮精靈》與《奇異博士》、《鋼鐵英雄》共同競爭，估計首映週末能在約4000家劇院中收穫4400萬美元。美國首映週末票房總計4560萬美元，位居當週亞軍。
在臺灣，北市首週末票房僅198萬新臺幣，名列第五。

## 榮譽
| 頒獎典禮           | 獎項                             | 名字                                         | 結果 | 參考資料 |
| ------------------ | -------------------------------- | -------------------------------------------- | ---- | -------- |
| 好萊塢電影獎       | 好萊塢歌曲獎                     | "Can't Stop the Feeling!"由賈斯汀·提姆布萊克 | 獲獎 | [ 17 ]   |
| 2016年青少年選擇獎 | 電影選擇獎：最受年輕族群期待電影 | 《魔髮精靈》                                 | 提名 | [ 18 ]   |
| 2016年青少年選擇獎 | 音樂選擇獎：電視或電影歌曲       | "Can't Stop the Feeling!"由賈斯汀·提姆布萊克 | 提名 | [ 18 ]   |

## 續集
2017年2月28日，夢工廠宣布，《魔髮精靈唱遊世界》（Troll: World Tour）定於於2020年4月17日在美國上映，坎卓克與提姆布萊克將回歸配音。

## 備註
1. 中國大陸前譯“巨魔娃娃”。